# Souag Bey
Souag Bey est le deuxième bey de l'Ouest, son règne voit le début de soulèvement des marabouts contre le joug des Turcs, il est accusé du meurtre de Sidi Mohammed Ben Ali El-Medjadji saint vénéré et Cadi de Bled-Medjadja.

## Biographie
Souag bey continue avec succès l'œuvre de son prédécesseur le Bey Boukredidja en l'établissement solide de la puissance des Beys dans la province de l'ouest au fin XVIe siècle.
Selon Walsin Estarhazy, Sidi Mohammed Ben Ali Cadi de Bled-Medjadja a commandé une insurrection religieuse contre le Bey qui marcha donc contre lui avec son makhzen. Il le rencontra chez les Beni Maddoun, lui livra combat, le défit complètement, et se rendit maitre de sa personne et finit par le faire décapiter en 1599 près de Mazouna le chef-lieu du Beylik dans la localité qui porta après cette affaire son nom Sidi M'hamed Ben Ali. 
Souag mourut peu de temps après empoisonné par son épouse.